# Juan Domínguez (beisbolista)
Juan Ramón Domínguez (Provincia de Sánchez Ramírez, 18 de mayo de 1980) es un ex lanzador dominicano de Grandes Ligas. Jugó para los Rangers de Texas alrededor de tres temporadas entre 2003 y 2005.

## Carrera
Durante su estancia en las mayores, Domínguez apareció en 32 juegos con los Rangers, 17 de ellos como abridor, terminando con una efectividad de 4.60. En la temporada 2005-06, Domínguez fue canjeado por Texas a los Atléticos de Oakland a cambio del pitcher John Rheinecker y el infielder Freddie Bynum. Domínguez inició el 2006 con el equipo de Triple-A de Oakland, los Sacramento River Cats, pero sufrió una lesión en el tobillo al final de la temporada en julio. Los Atléticos liberaron a Domínguez después de terminada la temporada 2006.
Después de culminar su etapa con los Atléticos de Oakland en medio del año 2005, el dominicano firmó con los Saraperos de Saltillo en la Liga Mexicana de Beisbol, donde registró 4 ponches y 6.35 de efectividad en 5.2 entradas de labor a lo largo de 3 salidas, siendo esta su última aparición a nivel profesional.

## Vida privada
A raíz de su lesión en el tobillo en la temporada del 2006 con el equipo de los Sacramento River Cats, sucursal Triple A de los Atléticos de Oakland que le impidió volver a la MLB y posteriormente la muerte de su madre, Domínguez cayó en depresión, viviendo en Mao, República Dominicana, en condición de calle y en la mendicidad, bajo la drogadicción y el alcoholismo. A través de un video en redes sociales, suplicó por ayuda, expresando que no tenía hogar ni dinero para comer.